# Comitato termotecnico italiano energia e ambiente
Il Comitato termotecnico italiano energia e ambiente, acronimo CTI, è un'associazione senza fine di lucro, avente il compito di svolgere l'attività normativa nei settori della termotecnica e della produzione e utilizzazione di energia termica, e delle relative implicazioni ambientali.
Il CTI è un ente federato all'UNI, Ente nazionale italiano di unificazione.
Costituito in associazione il 15 dicembre 1950, il CTI ha ottenuto il riconoscimento della personalità giuridica con Decreto del Ministero dell'Industria, del Commercio e dell'Artigianato corrispondente all'attuale Ministero dello sviluppo economico.
Per adempiere alla sua missione e fornire così agli utenti strumenti normativi utili per lo sviluppo del settore termotecnico, il CTI si avvale della collaborazione di organi pubblici, enti ed associazioni che, attraverso il loro sostegno tecnico e finanziario, ne permettono l'attività, che consiste in:
- elaborare progetti di norma e altri documenti (guide o raccomandazioni) interessanti il settore termotecnico;
- aggiornare e rivedere norme e documenti già esistenti (CTI e/o UNI-CTI);
- curare la partecipazione ai lavori normativi internazionali del settore.

Sul fronte internazionale il CTI collabora con gli organismi di normazione CEN e ISO partecipando, in rappresentanza di UNI, alle attività di numerosi comitati tecnici (TC) e dei relativi gruppi di lavoro (WG), di alcuni dei quali detiene le relative segreterie tecniche.
Unitamente all'attività normativa, cui spesso fa da supporto, il CTI dedica parte delle proprie risorse all'attività di ricerca in ambito nazionale ed internazionale, centrata prevalentemente sui settori delle fonti energetiche rinnovabili e del risparmio energetico, quali combustibili alternativi, combustibili derivati dai rifiuti e sviluppo di normative pilota mirate al contenimento dei consumi energetici.
In aggiunta alle attività principali il CTI è impegnato anche nell'organizzazione di corsi di formazione specifici sugli argomenti di sua competenza, tenuti da esperti del settore.